# Веселин Кисьов
Веселин Димов Кисьов е български рок музикант, изпълнител на китара, ритъм-китара и вокал на съставите – Слънчевите братя (1965 – 1966), Щурците (1966 – 1969), Славини (1969 – 1971).

## Биография
Роден е на 27 септември 1946 г. в София, Народна република България.. Завърша радиотехника във Висшия машинно-електротехнически институт „В. И. Ленин“. Той е един от първите членове на „Щурците“, които се събират и организират концерт през 2017 г., по повод 50-ата си годишнина.

## Творчество

### Дискография
Дискография на Веселин Кисьов:

#### Щурците
- 1968 – Щурците '68 (EP)
- 1968 – Веселина (Сингъл)
- 1988 – 20 години по-късно (LIVE албум)
- 1994 – 20 години по-късно (Видео)
- 1996 – Щурците I (1968 – 1980, Компилация)
- 1996 – Щурците II (1968 – 1980, Компилация)
- 2004 – Антология 1 (1967 – 1977, Компилация)
- 2019 – 50 години Щурците – Live (LIVE албум)

### Награди

#### Награди на Веселин Кисьов с „Щурците“
- Първа награда на „Златният Орфей“ 1967 г., с песента „Бяла тишина“,[4][5] изп. Георги Минчев с „Щурците“.[6] Това е най-голямата награда на фестивала до 1969 г., откогато започва да се присъжда и „Голяма“ награда.
- Златен медал на IX Световен фестивал на младежта и студентите – София, 1968 г., в Международния конкурс за ангажирана песен, с „Двете битничета“,[7] представена и на „Златният Орфей“ 1968 г.
- Мелодия на годината 1967 г.,[8] с песента „Бяла тишина“.

#### Награди на Веселин Кисьов като композитор със „Славини“
- Първа награда на Младежки конкурс за забавна песен[9] 1970 г., с песента „Акварел“
- Трета награда на Младежки конкурс за забавна песен 1971 г., с песента „Нощни пътища“[10]